# Golden Globe 2002
La 59ª edizione della cerimonia di premiazione di Golden Globe si è tenuta il 20 gennaio 2002 al Beverly Hilton Hotel di Beverly Hills, California.
Haley Giraldo, figlia di Pat Benatar, è stata la Golden Globe Ambassador dell'edizione.

## Premi per il cinema
Vengono di seguito indicati in grassetto i vincitori. Ove ricorrente e disponibile, viene indicato il titolo in lingua italiana e quello in lingua originale tra parentesi.

### Miglior film drammatico
- A Beautiful Mind (A Beautiful Mind), regia di Ron Howard
- In the Bedroom (In the Bedroom), regia di Todd Field
- Il Signore degli Anelli - La Compagnia dell'Anello (The Lord of the Rings: The Fellowship of the Ring), regia di Peter Jackson
- L'uomo che non c'era (The Man Who Wasn't There), regia di Joel Coen e Ethan Coen
- Mulholland Drive (Mulholland Dr.), regia di David Lynch

### Miglior film commedia o musicale
- Moulin Rouge! (Moulin Rouge!), regia di Baz Luhrmann
- Il diario di Bridget Jones (Bridget Jones's Diary), regia di Sharon Maguire
- Gosford Park (Gosford Park), regia di Robert Altman
- La rivincita delle bionde (Legally Blonde), regia di Robert Luketic
- Shrek (Shrek), regia di Andrew Adamson e Vicky Jenson

### Miglior regista
- Robert Altman - Gosford Park (Gosford Park)
- Steven Spielberg - A.I. - Intelligenza artificiale (A.I. Artificial Intelligence)
- Ron Howard - A Beautiful Mind (A Beautiful Mind)
- Peter Jackson - Il Signore degli Anelli - La Compagnia dell'Anello (The Lord of the Rings: The Fellowship of the Ring)
- Baz Luhrmann - Moulin Rouge! (Moulin Rouge!)
- David Lynch - Mulholland Drive (Mulholland Dr.)

### Miglior attore in un film drammatico
- Russell Crowe - A Beautiful Mind (A Beautiful Mind)
- Will Smith - Alì (Alì)
- Billy Bob Thornton - L'uomo che non c'era (The Man Who Wasn't There)
- Kevin Spacey - The Shipping News - Ombre dal profondo (The Shipping News)
- Denzel Washington - Training Day (Training Day)

### Migliore attrice in un film drammatico
- Sissy Spacek - In the Bedroom (In the Bedroom)
- Tilda Swinton - I segreti del lago (The Deep End)
- Judi Dench - Iris - Un amore vero (Iris)
- Halle Berry - Monster's Ball - L'ombra della vita (Monster's Ball)
- Nicole Kidman - The Others

### Miglior attore in un film commedia o musicale
- Gene Hackman - I Tenenbaum (The Royal Tenenbaums)
- Billy Bob Thornton - Bandits (Bandits )
- John Cameron Mitchell - Hedwig - La diva con qualcosa in più (Hedwig and the Angry Inch)
- Hugh Jackman - Kate & Leopold (Kate & Leopold)
- Ewan McGregor - Moulin Rouge! (Moulin Rouge!)

### Migliore attrice in un film commedia o musicale
- Nicole Kidman - Moulin Rouge! (Moulin Rouge!)
- Cate Blanchett - Bandits (Bandits )
- Renée Zellweger - Il diario di Bridget Jones (Bridget Jones's Diary)
- Thora Birch - Ghost World (Ghost World)
- Reese Witherspoon - La rivincita delle bionde (Legally Blonde)

### Miglior attore non protagonista
- Jim Broadbent - Iris - Un amore vero (Iris)
- Jon Voight - Alì (Alì)
- Jude Law - A.I. - Intelligenza artificiale (A.I. Artificial Intelligence)
- Steve Buscemi - Ghost World (Ghost World)
- Hayden Christensen - L'ultimo sogno (Life as a House)
- Ben Kingsley - Sexy Beast - L'ultimo colpo della bestia (Sexy Beast)

### Migliore attrice non protagonista
- Jennifer Connelly - A Beautiful Mind (A Beautiful Mind)
- Helen Mirren - Gosford Park (Gosford Park)
- Maggie Smith - Gosford Park (Gosford Park)
- Marisa Tomei - In the Bedroom (In the Bedroom)
- Kate Winslet - Iris - Un amore vero (Iris)
- Cameron Diaz - Vanilla Sky (Vanilla Sky)

### Migliore sceneggiatura
- Akiva Goldsman - A Beautiful Mind (A Beautiful Mind)
- Julian Fellowes - Gosford Park (Gosford Park)
- Joel Coen e Ethan Coen - L'uomo che non c'era (The Man Who Wasn't There)
- Christopher Nolan - Memento (Memento)
- David Lynch - Mulholland Drive (Mulholland Dr.)

### Migliore colonna sonora originale
- Craig Armstrong - Moulin Rouge! (Moulin Rouge!)
- Lisa Gerrard e Pieter Bourke - Alì (Alì)
- John Williams - A.I. - Intelligenza artificiale (A.I. Artificial Intelligence)
- James Horner - A Beautiful Mind (A Beautiful Mind)
- Howard Shore - Il Signore degli Anelli - La Compagnia dell'Anello (The Lord of the Rings: The Fellowship of the Ring)
- Angelo Badalamenti - Mulholland Drive (Mulholland Dr.)
- Hans Zimmer - Pearl Harbor (Pearl Harbor)
- Christopher Young - The Shipping News - Ombre dal profondo (The Shipping News)

### Migliore canzone originale
- Until, musica e testo di Sting - Kate & Leopold (Kate & Leopold)
- May It Be, musica e testo di Enya, Nicky Ryan e Roma Ryan - Il Signore degli Anelli - La Compagnia dell'Anello (The Lord of the Rings: The Fellowship of the Ring)
- Come What May, musica e testo di David Baerwald - Moulin Rouge! (Moulin Rouge!)
- There You'll Be, musica e testo di Diane Warren - Pearl Harbor (Pearl Harbor)
- Vanilla Sky, musica e testo di Paul McCartney - Vanilla Sky (Vanilla Sky)

### Miglior film straniero
- No Man's Land (No Man's Land), regia di Danis Tanović (Bosnia)
- Disperato aprile (Abril Despedaçado), regia di Walter Salles (Brasile)
- Il favoloso mondo di Amélie (Le Fabuleux destin d'Amélie Poulain) di Jean-Pierre Jeunet (Francia)
- Monsoon Wedding - Matrimonio indiano (Monsoon Wedding), regia di Mira Nair (India)
- Y tu mamá también - Anche tua madre (Y tu mamá también), regia di Alfonso Cuarón (Messico)

## Premi per la televisione
Vengono di seguito indicati in grassetto i vincitori. Ove ricorrente e disponibile, viene indicato il titolo in lingua italiana e quello in lingua originale tra parentesi.

### Miglior serie drammatica
- Six Feet Under
- 24
- Alias
- CSI - Scena del crimine (C. S. I.: Crime Scene Investigation)
- I Soprano (The Sopranos)
- West Wing - Tutti gli uomini del Presidente (The West Wing)

### Miglior serie commedia o musicale
- Sex and the City
- Ally McBeal
- Frasier
- Friends
- Will & Grace

### Miglior mini-serie o film per la televisione
- Band of Brothers - Fratelli al fronte (Band of Brothers)
- La storia di Anna Frank (Anne Frank: The Whole Story), regia di Robert Dornhelm
- Conspiracy - Soluzione finale (Conspiracy), regia di Frank Pierson
- Judy Garland (Life with Judy Garland: Me and My Shadows), regia di Robert Allan Ackerman
- Wit, regia di Mike Nichols

### Miglior attore in una serie drammatica
- Kiefer Sutherland - 24
- Simon Baker - The Guardian
- Peter Krause - Six Feet Under
- James Gandolfini - I Soprano (The Sopranos)
- Martin Sheen - West Wing - Tutti gli uomini del Presidente (The West Wing)

### Miglior attore in una serie commedia o musicale
- Charlie Sheen - Spin City
- Thomas Cavanagh - Ed
- Kelsey Grammer - Frasier
- Frankie Muniz - Malcolm (Malcolm in the Middle)
- Eric McCormack - Will & Grace

### Miglior attore in una mini-serie o film per la televisione
- James Franco - James Dean - La storia vera (James Dean)
- Damian Lewis - Band of Brothers - Fratelli al fronte (Band of Brothers)
- Barry Pepper - 61*
- Ben Kingsley - La storia di Anna Frank (Anne Frank: The Whole Story)
- Kenneth Branagh - Conspiracy - Soluzione finale (Conspiracy)

### Miglior attrice in una serie drammatica
- Jennifer Garner - Alias
- Marg Helgenberger - CSI - Scena del crimine (CSI: Crime Scene Investigation)
- Lauren Graham - Una mamma per amica (Gilmore Girls)
- Amy Brenneman - Giudice Amy (Judging Amy)
- Sela Ward - Ancora una volta (Once and Again)
- Lorraine Bracco - I Soprano (The Sopranos)
- Edie Falco - I Soprano (The Sopranos)

### Miglior attrice in una serie commedia o musicale
- Sarah Jessica Parker - Sex and the City (Sex and the City)
- Calista Flockhart - Ally McBeal
- Jane Kaczmarek - Malcolm (Malcolm in the Middle)
- Heather Locklear, Spin City
- Debra Messing, Will & Grace

### Miglior attrice in una mini-serie o film per la televisione
- Judy Davis - Judy Garland (Life with Judy Garland: Me and My Shadows)
- Bridget Fonda, Seconda nascita (After Amy)
- Hannah Taylor-Gordon - La storia di Anna Frank (Anne Frank: The Whole Story)
- Julianna Margulies, Le nebbie di Avalon (The Mists of Avalon)
- Leelee Sobieski, La rivolta (Uprising)
- Emma Thompson, Wit

### Miglior attore non protagonista in una serie
- Stanley Tucci - Conspiracy - Soluzione finale (Conspiracy)
- Ron Livingston - Band of Brothers - Fratelli al fronte (Band of Brothers)
- John Corbett, Sex and the City
- Bradley Whitford - West Wing - Tutti gli uomini del Presidente (The West Wing)
- Sean Hayes - Will & Grace

### Miglior attrice non protagonista in una serie
- Rachel Griffiths - Six Feet Under
- Jennifer Aniston - Friends
- Allison Janney - West Wing - Tutti gli uomini del Presidente (The West Wing)
- Megan Mullally - Will & Grace
- Tammy Blanchard - Judy Garland (Life with Judy Garland: Me and My Shadows)

## Premi onorari
- Golden Globe alla carriera: Harrison Ford